# Constantin-Radu Baltazar
Constantin-Radu Baltazar (1937 - 2018) a fost senator român în legislatura 1992-1996, ales în județul Argeș pe listele partidului FSN. În luna mai 1993, Constantin-Radu Baltazar a trecut la PD. 
În perioada 1960 - 1966, Constantin-Radu Baltazar a fost jurist la teatrul "Alexandru Davila" din Pitești. În perioada 1966 - 1992, Constantin-Radu Baltazar a fost consilier juridic și director adjunct al teatrului  "Alexandru Davila" din Pitești. 

## Legături externe
- Constantin-Radu BALTAZAR - Sinteza activitatii parlamentare în legislatura 1992-1996 Arhivat în 22 august 2016, la Wayback Machine.

1. ↑  Grigorescu, Mihaela (14 martie 2018), A MURIT RADU BALTAZAR, ePitești